# Cuayuca de Andrade
Cuayuca de Andrade là một đô thị thuộc bang Puebla, México. Năm 2005, dân số của đô thị này là 3221 người.